# Грачёвский
Грачёвский — село в Козельском районе Калужской области. Входит в состав Сельского поселения «Село Чернышено».
Расположено примерно в 3 км к северо-западу от села Чернышено.

## Население
| 2002 | 2010 |
| ---- | ---- |
| 0    | →0   |